# ۲۲ زرافه
۲۲ زرافه یک ستاره است که در صورت فلکی زرافه قرار دارد.